# Masakazu Senuma
Masakazu Senuma (瀬沼 正和 Senuma Masakazu?,  nacido el 7 de septiembre de 1978 en Tokio) es un exfutbolista japonés. Jugaba de centrocampista y su último club fue el Tokyo Verdy de Japón.

## Trayectoria

### Clubes
| Club        | País  | Año         |
| ----------- | ----- | ----------- |
| Tokyo Verdy | Japón | 1997 - 2001 |
| Vissel Kobe | Japón | 2000        |